# Antonio García Cubas
Antonio García Cubas (Ciudad de México; 24 de julio de 1832 - ibidem; 9 de febrero de 1912) fue un historiador, cartógrafo, geógrafo y escritor mexicano. 

## Biografía
Huérfano desde niño, su cuidado correrá por parte de una de sus tías. Durante su niñez, presenció los acontecimientos de la Guerra de Texas y la dictadura de Santa Anna. Cursó sus estudios elementales en el Colegio de San Gregorio, y en el Colegio Francés, donde aprende la lengua francesa. Para el año de 1851, comienza a laborar en la Dirección de Fomento y Colonización, donde inicia sus estudios de Geografía, Geodesia y Triangulación. Tiempo después, impulsado por Joaquín Velázquez de León, ingresa a la carrera de Ingeniería en la Escuela de Minas, graduándose en 1865, a los 33 años. Aunado a esto, cursó estudios tanto en la Academia de San Carlos, entre 1853 y 1862 (donde aprendió grabado al aguafuerte con Luis G. Campa y Ladislao de la Parra); como en la Escuela de Medicina, donde cursó asignaturas de Ciencias Naturales.  
A partir de 1856, García Cubas se integra como miembro a la Sociedad Mexicana de Geografía y Estadística donde, apoyado por el Ministerio de Fomento, publica su primera obra, el Atlas Geográfico, Estadístico e Histórico de la República Mexicana. De igual forma, en 1861 publica la Carta General de la República Mexicana, con apoyo de Ignacio Ramírez “El Nigromante”. 
Fue director de la Escuela Nacional de Comercio, jefe de la Sección de Colonización, ingeniero consultor de la Secretaría de Relaciones Exteriores y educador y profesor en la Escuela Normal.  
Durante el Segundo Imperio Mexicano recibió la Orden de Guadalupe de manos de Maximiliano de Habsburgo. Posteriormente fue condecorado con la Legión de Honor de Francia.
Antonio García Cubas murió en la Ciudad de México el 9 de febrero de 1912. Fue un digno sucesor del insigne don Manuel Orozco y Berra.

## Obra
A lo largo de su vida, escribió distintas obras de texto para uso de las escuelas públicas, entre ellas un Curso de Geografía Elemental, un Curso de Dibujo Geográfico y Topográfico, un Atlas Geográfico, Estadístico e Histórico de la República Mexicana (el cual consta de 29 mapas y dos cartas generales del país  y fue el primer Atlas mexicano publicado en el México independiente), y una Carta General de México. 
Su Historia de México, es un verdadero modelo en su género. Tan apreciado fue este último, que fue texto escolar durante mucho tiempo. En 1878, publicó el Álbum del Ferrocarril Mexicano hecho con la colaboración del prestigiado artista Casimiro Castro. Esta obra constituye una de las más valiosas obras editoriales y artísticas de la historia de México. 
El Atlas Pintoresco e Histórico de los Estados Unidos Mexicanos también le valió numerosas felicitaciones de las sociedades geográficas europeas. Éste contenía trece mapas de México sobre diversos temas, desde lo económico y  político, hasta lo religioso, lo étnico y lo arqueológico, rodeados por litografías coloreadas. Su obra más conocida es El Libro de mis Recuerdos (1904), ameno y pintoresco relato del México de su tiempo ilustrado con 500 grabados.
La producción y estudios geográficos de Antonio García Cubas está ligada a Alexander von Humboldt, Manuel Orozco y Berra, y Lorenzo Boturini.
Sus obras principales son:
Arte, Geografía e Historia:
- Álbum del Ferrocarril Mexicano, (1878).

Geografía e Historia:
- Atlas Geográfico, Estadístico e Histórico de la República Mexicana, (1859).
- Carta General de México (1863).
- Atlas Histórico y Pintoresco de los Estados Unidos Mexicanos, (1885).
- Diccionario Geográfico, Histórico y Biográfico de los Estados Unidos Mexicanos en cinco volúmenes, (editados entre 1888 y 1891).

Literatura:
- El Libro de mis Recuerdos. Narraciones Históricas, anecdóticas y de costumbres mexicanas anteriores al actual estado social, (1904)

Portada. Atlas pintoresco e histórico de los Estados Unidos Mexicanos. 1885
Carta Arqueológica. Atlas pintoresco e histórico de los Estados Unidos Mexicanos. 1885
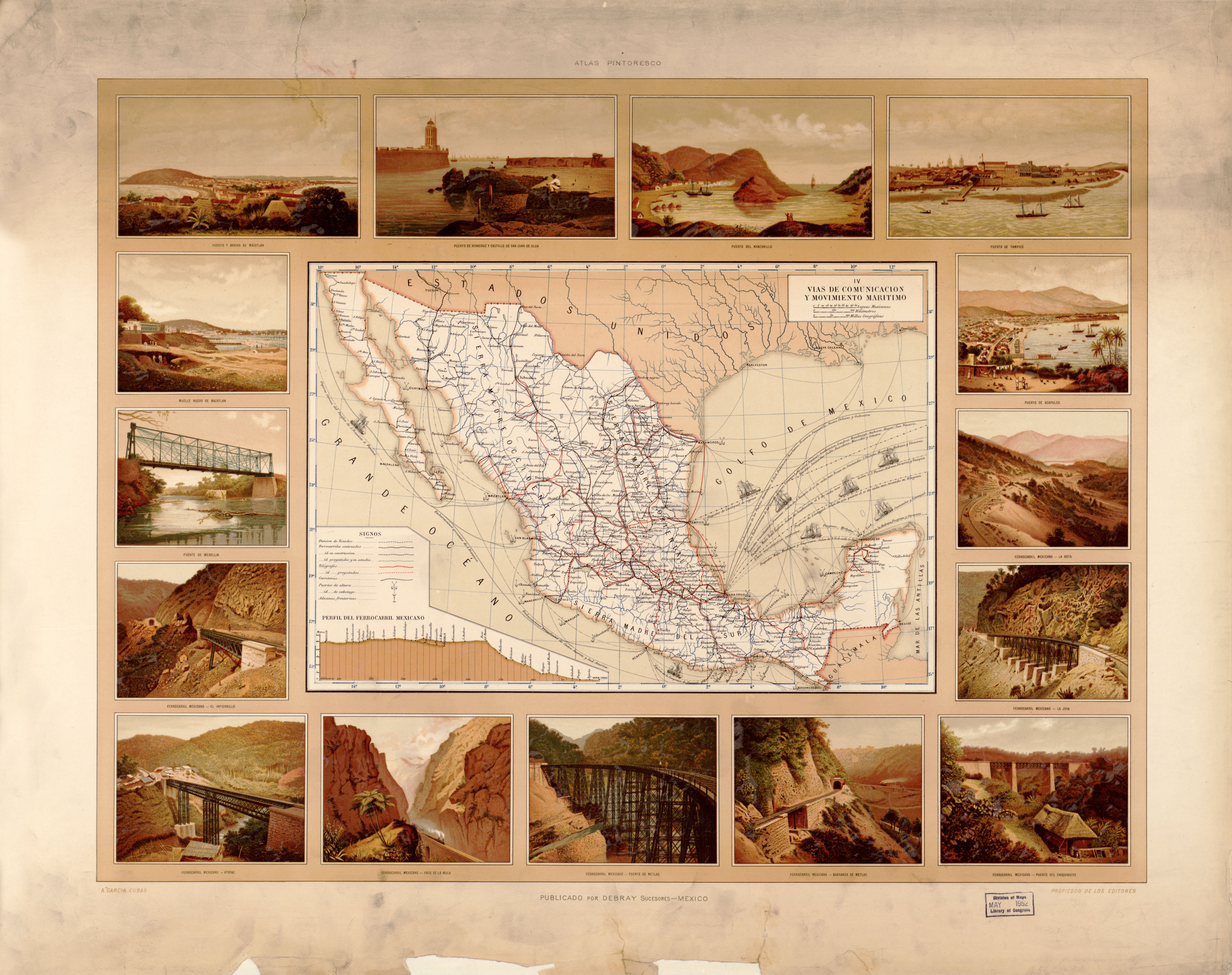
Vías de comunicación y movimiento marítimo. Atlas pintoresco e histórico de los Estados Unidos Mexicanos. 1885
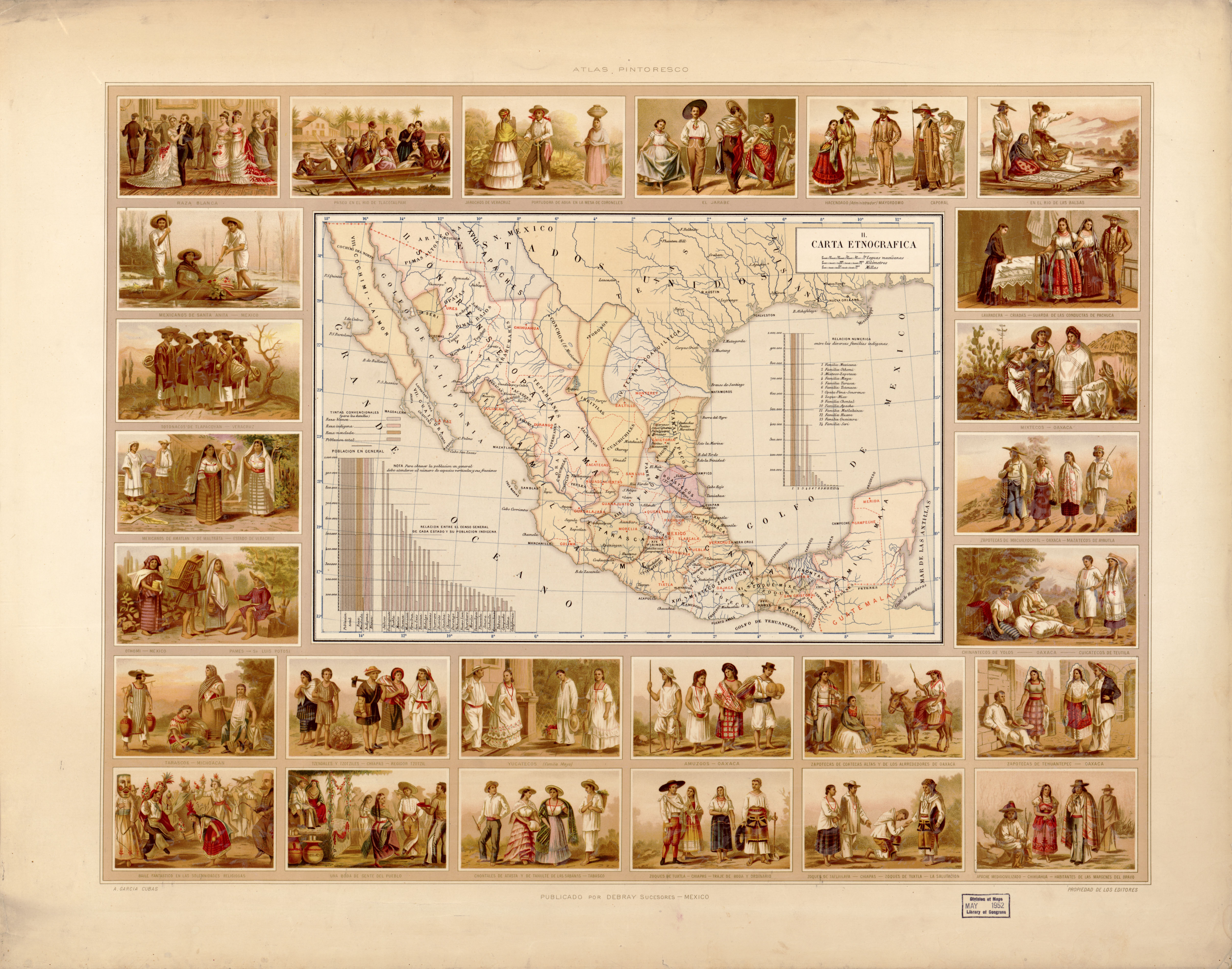
Carta Etnográfica. Atlas pintoresco e histórico de los Estados Unidos Mexicanos. 1885
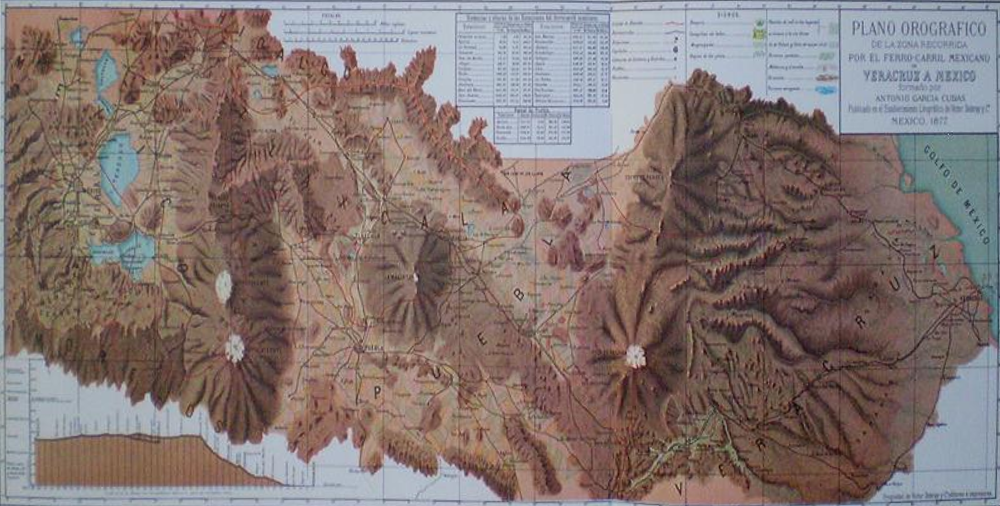
Álbum del Ferrocarril Mexicano. 1877
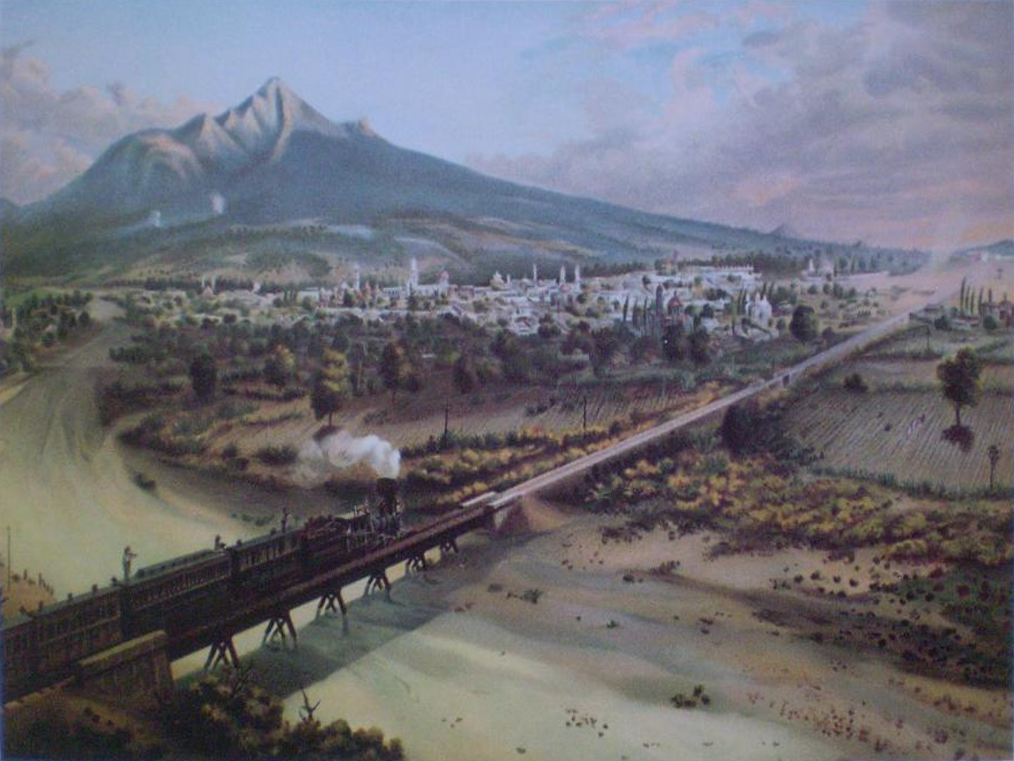
Álbum del Ferrocarril Mexicano. 1877

## Premio "Antonio García Cubas"
Actualmente, la Secretaría de Cultura, a través de la Subdirección de Promoción Editorial del INAH, entrega anualmente los premios "Antonio García Cubas" a los mejores libros de Antropología, Historia y temas afines. 
Las categorías son: 
A) obra de divulgación
B) obra científica
C) libro de arte
D) obra infantil
E) obra juvenil
F) libro de texto escolar
G) Novela histórica
H) Catálogo
I) Edición facsimilar.